# Jerry Weller

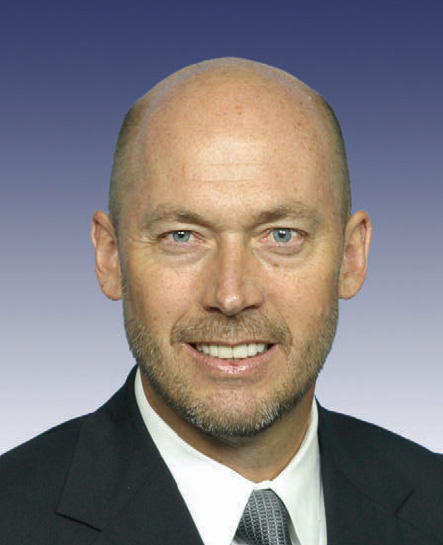
Jerry Weller (2005)

Gerald C. „Jerry“ Weller (* 7. Juli 1957 in Streator, Illinois) ist ein US-amerikanischer Politiker. Zwischen 1995 und 2009 vertrat er den Bundesstaat Illinois im US-Repräsentantenhaus.

## Werdegang
Jerry Weller besuchte bis 1975 die Dwight High School und danach bis 1976 das Joliet Junior College in Romeoville. Daran schloss sich bis 1979 ein Studium an der University of Illinois an. In den Jahren 1980 und 1981 stand Weller in den Diensten des Kongressabgeordneten Tom Corcoran. Danach war er für das Landwirtschaftsministerium von Illinois tätig. Von 1981 bis 1985 arbeitete er auch für das US-Landwirtschaftsministerium. Politisch wurde er Mitglied der Republikanischen Partei. Von 1988 bis 1994 saß er als Abgeordneter im Repräsentantenhaus von Illinois. Er war Gründer und Vorsitzender der republikanischen Nachwuchsorganisation Grundy County Young Republicans.
Bei den Kongresswahlen des Jahres 1994 wurde Weller im elften Wahlbezirk von Illinois in das US-Repräsentantenhaus in Washington, D.C. gewählt, wo er am 3. Januar 1995 die Nachfolge des Demokraten George E. Sangmeister antrat. Nach sechs Wiederwahlen konnte er bis zum 3. Januar 2009 sieben Legislaturperioden im Kongress absolvieren. In seine Zeit als Kongressabgeordneter fielen die Terroranschläge am 11. September 2001, der Irakkrieg und der Militäreinsatz in Afghanistan. Zwischenzeitlich war er Mitglied im Committee on Ways and Means und in zwei von dessen Unterausschüssen. Im Jahr 2008 verzichtete er auf eine weitere Kandidatur.
In den Jahren 2006 und 2007 war Weller wegen umstrittener Landkäufe und damit verbundener finanzieller Ungereimtheiten in Nicaragua in den Schlagzeilen. Die Chicago Tribune berichtete, dass Weller falsche Angaben über die Größe des Stück Landes gemacht habe.

## Privates
Weller ist mit Zury Ríos Sosa, Tochter des ehemaligen guatemaltekischen Diktators Efraín Ríos Montt verheiratet.